# Цопк
Цопк (арм. Ծոփք, греч. Σοφηνή, Софена, у урартов Цупа; в ранневизантийскую эпоху известна также как «Четвертая Армения») — ашхар (историческая область) Древней Армении на востоке Малой Азии, в верховьях рек Евфрат и Тигр, юго-западная часть Армянского нагорья (ныне на территории Турции). В прошлом являлось царством Ишува.

## III—II вв. до н. э.

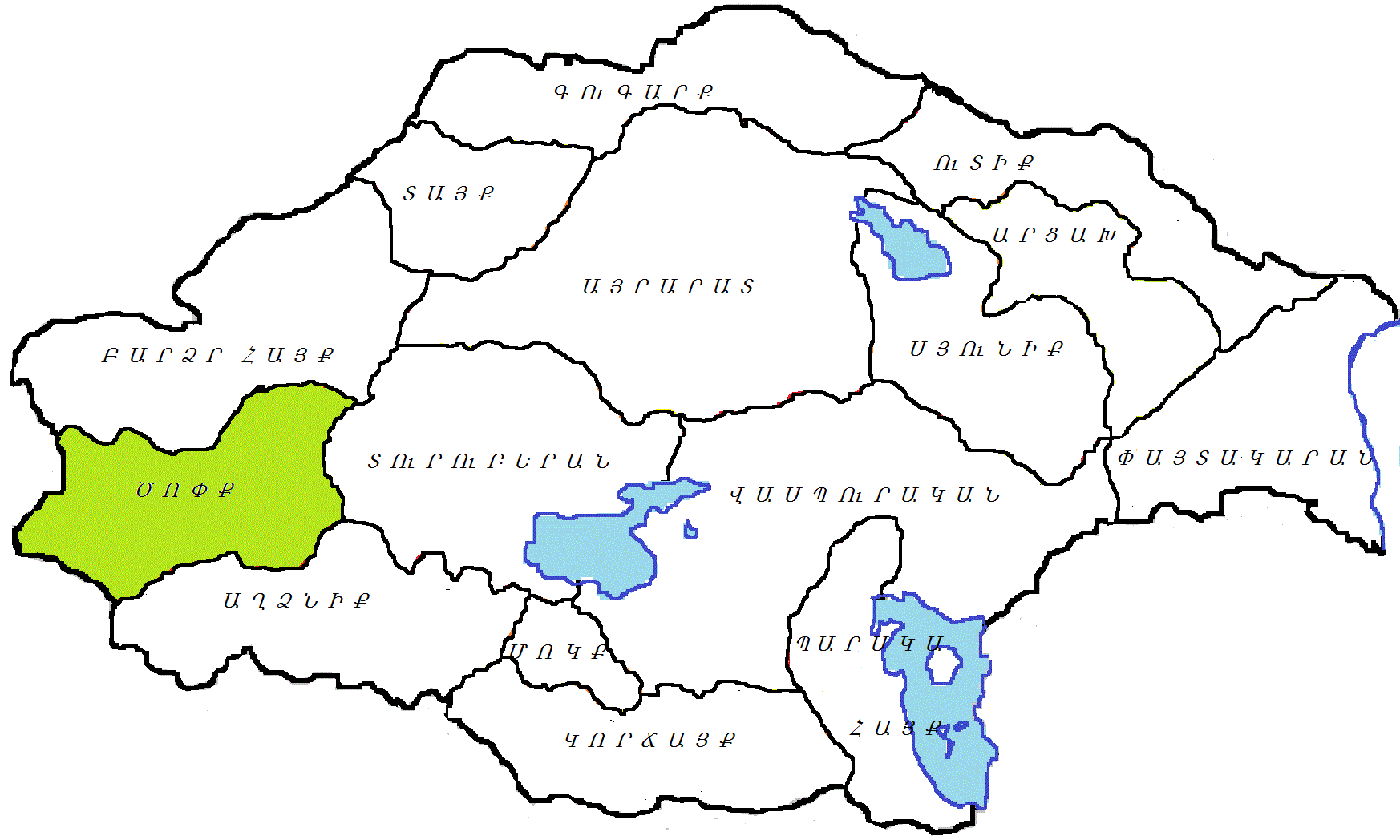
Расположение провинции Цопк на карте Великой Армении

Имеющиеся источники по истории Армении до III в. до н. э. чрезвычайно скудны, события и даже политическое деление страны устанавливаются весьма ненадёжно. По мнению некоторых исследователей, ахеменидская 13-я сатрапия (в западной части Армянского нагорья) в конце IV в. до н. э. разделилась на Малую Армению и собственно Софену. В Софене раньше, чем в других армянских землях, появляется денежное обращение и начинает чеканиться местная монета. После распада империи Александра Македонского Софена входила в состав державы Селевкидов как особая сатрапия, обязанная платить дань и выставлять войска, но управлялась она местными наследственными династами, пользовалась внутренней самостоятельностью и временами совсем освобождалась от власти Селевкидов.

Софена отличалась значительным плодородием — её центральную часть Полибий называет «Прекрасной равниной». Регион был расположен вблизи важных торговых путей, к югу от неё через Северную Месопотамию проходила торговая магистраль из Восточного Ирана через Селевкию на Тигре в Антиохию на Оронте, боковая ветвь дороги шла через Софену в Малую Азию. Софена даже ненадолго присоединила к себе Коммагену или её часть.

Софена в составе империи Тиграна II

Около 240 до н. э. софенский царь Аршам построил в г. Аршамашат (греч. Αρσαμωσατα, Арсамосата, ныне Шимшат в Турции), а в Коммагене — два города Арсамеи. Аршам оказывал поддержку брату Селевка II Антиоху Гиераксу — неудачливому претенденту на престол Селевкидов (225 до н. э.). В 212 до н. э. Антиох III Великий (223—187) начал свой знаменитый восточный поход с осады столицы Софены Аршамашата. Однако софенский царь Ксеркс не только сумел добиться мира (ценой уплаты части задержанной дани), но и получил в жёны сестру Антиоха Антиохиду. Всё это не помешало Антиоху III в 201 до н. э., имея за спиной удачно завершённый восточный поход и победоносную войну с Египтом, устранить Ксеркса при посредничестве Антиохиды. Он велел Антиохиде отравить своего мужа Ксеркса и овладел Софеной, обратив её в селевкидскую провинцию. Правителем Софены был назначен Зарех (Зариадр). В 192 до н. э. Антиох III, перейдя Геллеспонт, вторгся в Грецию, где столкнулся с римлянами. В 190 до н. э. в битве при Магнесии римляне нанесли ему сокрушительное поражение. Воспользовавшись этим, Зарех провозгласил себя независимым царём, установив союз с Римом. По сообщениям Страбона, одновременно с Зарехом провозгласили свою независимость и другие армянские цари: Арташес в Великой Армении и Ервандиды в Малой Армении и Коммагене.

## Область Великой Армении
В 94 до н. э. Софена была присоединена Тиграном II к Великой Армении. Площадь Цопка составляла 18890 км², При Аршакидах Софена входила в царский домен, здесь в замке Бнабел хранились сокровища царей. После раздела Армении по договору 387 года между Римской империей и Персией Софена отошла к Римской империи (впоследствии Византии) — провинции Третья и Четвёртая Армения.
Армянский географ VII в. Анания Ширакаци описывает Четвертую Армению следующим образом:
Четвёртая Армения, смежная с Высокой Арменией, заключает в себе 8 областей: 1. Хордзен, 2.Хаштианк, 3. Пагнатун, 4. Балаховит 5. Цопк, 6. Хандзит, 7. Горек, 8. Декик. В ней находятся крепости, горы и реки, а также: берилл, дичь, птицы, рыбы, а из зверей — лев.